# Amaranthus australis
Amaranthus australis es una especie de planta herbácea perteneciente a la familia 
Amaranthaceae.

## Descripción
La alcanza de 1 a 3 m de altura, aunque se sabe de algunas que crecen hasta 9 m  de altura. Los tallos pueden alcanzar hasta 30 cm de diámetro. Es una planta herbácea anual. Se encuentra en México, las Indias Occidentales y América del Sur. A menudo se encuentran en zonas de humedales. Es herbácea, perenne de corta duración.

## Taxonomía
Amaranthus australis fue descrito por (A.Gray) J.D.Sauer  y publicado en Madroño 13(1): 15. 1955.
Etimología
Amaranthus: nombre genérico que procede del griego amaranthos, que significa "flor que no se marchita".
australis: epíteto latino  que significa "del sur".
Sinonimia
- Acnida alabamensis Standl.
- Acnida australis A.Gray
- Acnida cannabina var. australis (A.Gray) Uline & W.L.Bray
- Acnida cuspidata Bertero ex Spreng.[5]